# Caroline Barbey-Boissier
Caroline Barbey-Boissier (Genève, 4 augustus 1847 - Pregny-Chambésy, 18 januari 1918) was een Zwitserse schrijfster.

## Biografie
Caroline Barbey-Boissier was een dochter van de Zwitserse botanicus, ontdekkingsreiziger en wiskundige Pierre Edmond Boissier en van Lucile Butini-de la Rive. Ze huwde in 1869 William Barbey. Vanwege het vroege overlijden van haar moeder werd ze grootgebracht door haar tante, de Zwitserse schrijfster Valérie de Gasparin, waarvan ze later een biografie zou schrijven. Ze werkte ook mee aan de botanische werken van haar echtgenoot, en met name aan Herborisations au Levant uit 1882. Met haar schoonzus Renée Fatio-Barbey was ze actief in verschillende protestantse filantropische organisaties, zoals l'Amie de la jeune fille.

## Werken
- (fr)  Herborisations au Levant, 1882 (samen met William Barbey).
- (fr)  La comtesse de Gasparin et sa famille, 1902.